# Список церквей Стамбула
Список церквей Стамбула (Константинополя) — включает христианские, а также бывшие христианские храмы в столице Турции. Из церквей, существовавших в византийском Константинополе, но ныне утраченных упомянуты лишь самые знаменитые сооружения.

## Действующие
| Фото | Название                                  | Турецкое название                                 | Дата постройки | Адрес                                                      | Конфессия                              | Примечание |
| ---- | ----------------------------------------- | ------------------------------------------------- | -------------- | ---------------------------------------------------------- | -------------------------------------- | --- |
|      | Церковь святого Антония Падуанского       | St. Antuan Katolik Kilisesi                       | 1912           | 41°01′57″ с. ш. 28°58′37″ в. д.                            | Римско-католическая церковь            | |
|      | Афонское подворье: Пантелеймоновское      |                                                   |                | 34425, Hoca Tahsin Sok. No: 19 Karaköy, Beyoğlu, İstanbul. | Православие                            | Исторически русское подворье. |
|      | Афонское подворье: Ильинское              |                                                   |                | Karanlik Firin Sok. No:3                                   | Православие                            | Исторически русское подворье. Закрыто |
|      | Афонское подворье: Андреевское            |                                                   |                | Mumhane Cad. No:39 Karaköy, Beyoğlu, İstanbul              | Православие                            | Исторически русское подворье. |
|      | Церковь святого Бенедикта (en)            | Saint Benoit Latin Katolik Kilisesi               | 1427           | Kemeraltı Caddesi 11                                       | Католицизм                             | Старейшая действующая католическая церковь города |
|      | Болгарская церковь Святого Стефана        | Sveti Stefan Kilisesi                             | 1898           |                                                            | Православие (Болгария)                 | Целиком изготовлена из чугуна |
|      | Собор святого Духа (en)                   | Saint Esprit Kilisesi                             | 1846           | Cumhuriyet Avenue, 205/B                                   | Римско-католическая церковь            | |
|      | Собор святого Георгия                     | Aya Yorgi                                         | XVI век        | 41°01′44″ с. ш. 28°57′06″ в. д.                            | Православие                            | Резиденция константинопольского патриарха |
|      | Церковь святого Георгия Саматского (en)   | Sulu Manastır                                     | 1866-1887      |                                                            | Армянская церковь                      | Возведена на остатках византийского монастыря Богородицы Перивлепты                                                                                     |
|      | Храм Живоносного Источника                | Balıklı Meryem Ana Rum Manastiri                  | 1835           | 41°00′23″ с. ш. 28°54′56″ в. д.                            | Православие                            | Находящийся при храме женский монастырь Пресвятой Богородицы «Живоносный Источник» — место погребения константинопольских патриархов новейшего времени. |
|      | Kartal Surp Nişan (en)                    |                                                   |                |                                                            | Армянская церковь                      | |
|      | Крымская мемориальная церковь             | Kırım Kilisesi                                    | 1868           | 41°01′21″ с. ш. 28°58′18″ в. д.                            | Англиканство                           | |
|      | Церковь Марии Влахернской                 | Meryem Ana Kilisesi                               | 1867           | 41°02′18″ с. ш. 28°56′33″ в. д.                            | Православие                            | Часовня на месте знаменитой Влахернской церкви |
|      | Церковь святой Марии Драперис             | Meryem Ana Draperis Latin Katolik Kilisesi        | 1678-1769      | 41°01′58″ с. ш. 28°58′35″ в. д.                            | Католицизм                             | Один из старейших католических приходов города |
|      | Церковь Марии Лурдской (en)               | Bomonti Gürcü Katolik Kilisesi                    | 1861           |                                                            | Грузинская католическая церковь        | |
|      | Церковь Марии Монгольской                 | Kanlı Kilise или Meryem Ana Rum Ortodoks Kilisesi | XIII век       | 41°01′47″ с. ш. 28°56′56″ в. д.                            | Православие                            | Единственная сохранившаяся церковь Константинополя, которая никогда не служила мечетью, и в которой всегда совершалась литургия.                        |
|      | Мелькитский греко-католический собор (en) | Ayatriada Rum Katoliki Kilise                     |                |                                                            | Мелькитская греко-католическая церковь | |
|      | Церковь святого Мины (en)                 | Ayios Minas Kilisesi                              | 1833           |                                                            | Православие                            | На месте древней церкви св. Поликарпа |
|      | Церковь Петра и Павла                     | Sen Pier ve Sen Paul Kilisesi                     | 1841-1843      |                                                            | Католицизм                             | |
|      | Союзная церковь (en)                      |                                                   | 1831           |                                                            | Протестантизм                          | На территории нидерландского консульства |
|      | Surp Asdvadzadzin (en)                    | Sakızağaç Kutsal Meryem Ana Katedralı             | 1830           |                                                            | Армянская католическая церковь         | |
|      | Surp Yerrortutyun (en)                    | Surp Yerrortutyun Katolik Kilisesi                | 1836           |                                                            | Армянская церковь                      | |
|      | Taksim Surp Harutyun (en)                 |                                                   | 1895           |                                                            | Армянская церковь                      | |
|      | Церковь святой Троицы                     | Aya Triada Rum Ortodoks Kilisesi                  | 1880           | 41°02′07″ с. ш. 28°59′03″ в. д.                            | Православие                            | Крупнейший действующий православный храм города. |

## Музеи и т. п
| Фото | Название                        | Исламское название                  | Дата постройки | Адрес                           | Примечание                                                                                                  |
| ---- | ------------------------------- | ----------------------------------- | -------------- | ------------------------------- | --- |
|      | Святая София                    | Айя-София                           | 532—537 годы   | 41°00′31″ с. ш. 28°58′48″ в. д. | Мечеть с 1453 по 1935 годы. Музей с 1935 по 2020 годы. Ныне снова мечеть.                                   |
|      | Церковь Богородицы Паммакаристы | Мечеть Фетхие-джами (Fethiye Camii) | XIV век        | 41°01′45″ с. ш. 28°56′47″ в. д. | Пареклесий — музей с 1949 года, основное здание — действующая мечеть                                        |
|      | Церковь святой Ирины            | Айя-Ирина                           | IV век         | 41°00′35″ с. ш. 28°58′52″ в. д. | Арсенал при Османах, затем музея оружия и концертный зал. Ныне музей. Никогда не использовалась как мечеть. |
|      | Мартириум святых Карпа и Папилы |                                     |                |                                 | Отреставрирован и переделан в ресторан «Елена»                                                              |
|      | Монастырь Хора                  | Музей Карие (Kariye Müzesi)         | XI век         | 41°01′52″ с. ш. 28°56′21″ в. д. | Музей с 1948 года. Мечеть с 2024 года.                                                                      |
|      |                                 |                                     |                |                                 | |

## Утраченные

### Закрытые
- Русская посольская церковь (домовая, не имела собственного здания)

### Обращённые в мечети
В списке перечислены византийские храмы, перестроенные в мечети и сегодня используемые мусульманами.
| Фото | Название                                  | Исламское название                                                                     | Дата постройки | Адрес                           | Примечание |
| ---- | ----------------------------------------- | -------------------------------------------------------------------------------------- | -------------- | ------------------------------- | --- |
|      | Церковь святого Андрея в Крисе            | Мечеть Мустафы-паши (Koca Mustafa Paşa Camii)                                          | 1284           | 41°00′12″ с. ш. 28°55′42″ в. д. | |
|      | Церковь Богородицы Кириотиссы             | Мечеть Календерхане (Kalenderhane Camii)                                               | XII век        |                                 | |
|      | Церковь Богородицы Паммакаристы           |                                                                                        |                |                                 | см. выше, в разделе «Музеи» |
|      | Монастырь Гастрия                         | Мечеть Санджактара Хайретти́на (Sancaktar Hayrettin Câmîi, Sancaktar Hayrettin Mescidi) | IX век         | 41°00′09″ с. ш. 28°56′04″ в. д. | |
|      | Церковь Иоанна Предтечи                   | (Hırami Ahmet Paşa Mescidi)                                                            |                | 41°01′40″ с. ш. 28°56′44″ в. д. | Самая маленькая сохранившаяся церковь Константинополя                                                                                               |
|      | Монастырь Липса и Церковь Иоанна Предтечи | Мечеть Фенари Иса                                                                      | X век          | 41°00′55″ с. ш. 28°56′38″ в. д. | |
|      | Мирелейон                                 | Бодрум-джами (Bodrum Camii)                                                            | X век          | 41°00′31″ с. ш. 28°57′20″ в. д. | |
|      | Церковь святого Николая                   | Кефели-джами                                                                           |                | 41°01′46″ с. ш. 28°56′30″ в. д. | |
|      | Церковь святого Павла                     | Арап-джами                                                                             | 1233           |                                 | Первоначально католическая церковь |
|      | Церковь Сергия и Вакха                    | (Küçük Ayasofya Camii)                                                                 | 527-529        | 41°00′10″ с. ш. 28°58′19″ в. д. | Одна из древнейших церквей города |
|      | Церковь святой Фёклы (Петра и Марка)      | Мечеть Мустафы-паши (Atik Mustafa Paşa Camii)                                          | IX век         |                                 | |
|      | Церковь святой Феодосии                   | Гюль-джами (Gül Camii)                                                                 |                | 41°01′36″ с. ш. 28°57′23″ в. д. | |
|      | Церковь Христа Пантепопта                 | Мечеть Эски Эмарет (Eski Imaret Camii)                                                 | XI век         | 41°01′18″ с. ш. 28°57′18″ в. д. | |
|      | Монастырь Пантократора                    | Мечеть Зайрек (Зайрек-джами, Molla Zeyrek Camii)                                       | XII век        | 41°01′11″ с. ш. 28°57′26″ в. д. | Поставлено на долговременную реконструкцию, как мечеть используется только южная часть. Второй по величине храм Константинополя после Святой Софии. |
|      | Христианское посвящение неизвестно (en)   | Kasım Agha Mosque                                                                      |                |                                 | |
|      | Христианское посвящение неизвестно (en)   | Şeyh Süleyman Mosque                                                                   |                |                                 | |

### Руины
В список включены церкви, которые не стали музеями или мечетями, а используются в других нуждах (например, как жильё) в сильно перестроенном виде, либо представляющие собой просто стены, руины.
| Фото | Название                                                  | Исламское название                                                        | Дата постройки | Адрес                           | Примечание |
| ---- | --------------------------------------------------------- | ------------------------------------------------------------------------- | -------------- | ------------------------------- | --- |
|      | Дворцовая базилика (en)                                   |                                                                           | V век          |                                 | Остатки обнаружены при раскопках во 2-м внутреннем дворике Топкапы                                                                                           |
|      | Церковь святой Евфимии на Ипподроме (Дворец Антиоха) (en) |                                                                           |                |                                 | |
|      | Церковь святой Марии Константинопольской (en)             | (Odalar Mosque)                                                           | IX-X вв.       |                                 | Христианское название относится к католическому храму, первоначальное византийское посвящение неизвестно. После пожара 1919 года сохранилось несколько стен. |
|      | Церковь святого Николая в Богдан-сарае (en)               |                                                                           |                | Draman Caddesi 32               | Руины интегрированы в здание магазина автомобильных шин |
|      | Церковь святого Полиевкта (en)                            |                                                                           | VI век         |                                 | Остатки раскопаны археологами |
|      | Студийский монастырь                                      | (İmrahor Camii)                                                           |                |                                 | С 2013 года поставлен на реконструкцию с целью превращения в мечеть                                                                                          |
|      | Церковь святого Феодора                                   | Мечеть Молла-Гюрани (Molla Gürani Camii); Вефа-Килисе (Vefa Kilise Camii) | XI-XII вв.     | 41°00′59″ с. ш. 28°57′37″ в. д. | Жилой дом |
|      | Христианское посвящение неизвестно (en)                   | Toklu Dede Mosque                                                         |                |                                 | Сохранились фрагменты стен |
|      | Христианское посвящение неизвестно (en)                   | Ese Kapi Mosque                                                           |                |                                 | |
|      | Христианское посвящение неизвестно (en)                   | Manastır Mosque, Istanbul                                                 |                |                                 | Встроено в здание гаража |
|      |                                                           |                                                                           |                |                                 | |

### Разрушенные (снесённые)
На месте большинства разрушенных храмов Константинополя оттоманами были воздвигнуты собственные святилища. В данной таблице перечислены наиболее прославленные церкви из тех, что были полностью утрачены и не были использованы в перестроенном виде. Многие из этих церквей и монастырей погибли ещё до исламского завоевания, в период разрухи и бедности последнего века существования Византийской империи, когда у государства не находилось средств на реставрацию обрушившихся зданий.
| Илл. | Название                                  | Даты существования | Примечание |
| ---- | ----------------------------------------- | ------------------ | --- |
|      | Церковь Апостолов                         | 330-1461           | Усыпальница императоров, вторая по значению церковь города после Св. Софии                                                                                |
|      | Влахернская церковь святой Богородицы     | 450-1432           | |
|      | Монастырь Богородицы Перивлепты           | XI век             | На её остатках возведена армянская церковь святого Георгия Саматского (см. выше)                                                                          |
|      | Церковь Богоматери Фаросской              | ок. VIII века      | Императорская часовня в Большом дворце |
|      | Халкопратийская церковь святой Богородицы | V век — 1484       | |
|      | Монастырь святых Космы и Дамиана          |                    | Местонахождение неизвестно. |
|      | Церковь святого Мокия                     | VIII — XIV века    | Местонахождение неизвестно. |
|      | Монастырь Панагии Одигитрии               | V век              | |
|      | Церковь святого Поликарпа                 |                    | |
|      | Храм Христа Спасителя на Халке            |                    | Находился в Халке, был посвящён иконе Христа Халки. Переделан в мечеть Арсланхане (en), однако нынешняя мечеть с этим названием не имеет к ней отношения. |